# Uropetala
Genre
Uropetala est un genre de la famille des Petaluridae appartenant au sous-ordre des Anisoptères dans l'ordre des Odonates.

## Liste d'espèces
Il comprend 2 espèces :
- Uropetala carovei (White, 1846)
- Uropetala chiltoni Tillyard, 1921